# 슈멘

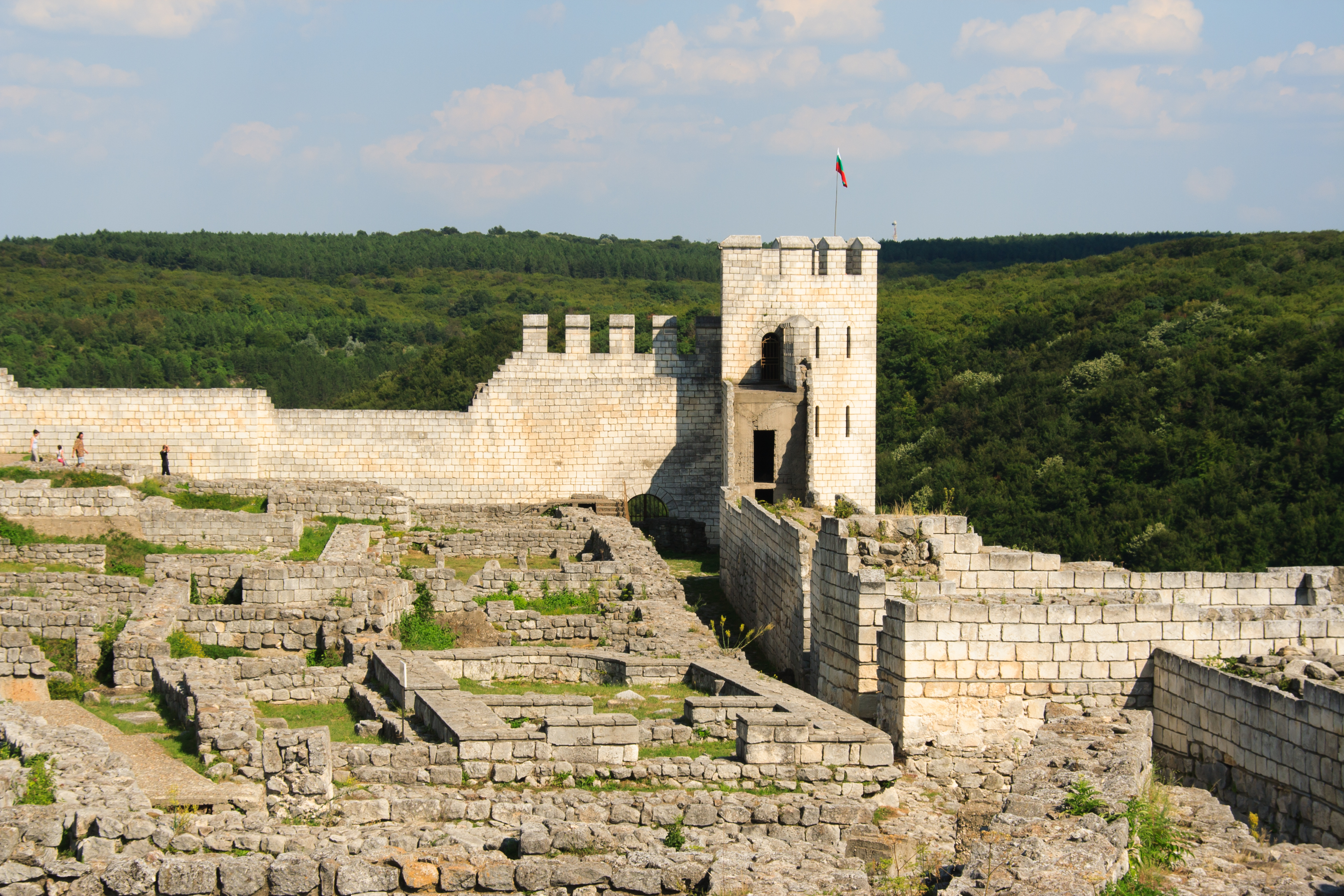
슈멘 요새

슈멘(불가리아어: Шумен)은 불가리아 북동부에 위치한 도시로, 슈멘 주의 주도이며 인구는 80,885명(2011년 2월 기준), 높이는 184m이다. 1950년부터 1965년까지는 불가리아의 공산주의자인 바실 콜라로프의 이름을 딴 콜라로브그라드라고 부르기도 했다.
바르나에서 서쪽으로 80km 정도 떨어진 지점과 발칸반도 동부 구릉 지대에 위치한다. 북쪽으로는 도나우강과 접한 루세, 실리스트라, 도브루자 지방, 동쪽으로는 바르나, 발치크를 연결하는 도로가 지나간다. 슈멘에서 동쪽으로 약 20km 정도 떨어진 곳에 위치한 마다라 고원에는 중세 초기의 암석 부조인 마다라 기사상이 있다.

## 기후
| Shumen의 기후            | Shumen의 기후 | Shumen의 기후 | Shumen의 기후 | Shumen의 기후 | Shumen의 기후 | Shumen의 기후 | Shumen의 기후 | Shumen의 기후 | Shumen의 기후 | Shumen의 기후 | Shumen의 기후 | Shumen의 기후 | Shumen의 기후 |
| 월                       | 1월           | 2월           | 3월           | 4월           | 5월           | 6월           | 7월           | 8월           | 9월           | 10월          | 11월          | 12월          | 연간          |
| ------------------------ | ------------- | ------------- | ------------- | ------------- | ------------- | ------------- | ------------- | ------------- | ------------- | ------------- | ------------- | ------------- | ------------- |
| 일평균 최고 기온 °C (°F) | 4.3 (39.7)    | 6.5 (43.7)    | 11.3 (52.3)   | 17.8 (64.0)   | 23.2 (73.8)   | 26.5 (79.7)   | 29.5 (85.1)   | 30.1 (86.2)   | 25.1 (77.2)   | 18.8 (65.8)   | 12.0 (53.6)   | 5.8 (42.4)    | 17.6 (63.7)   |
| 일일 평균 기온 °C (°F)   | 0.7 (33.3)    | 2.6 (36.7)    | 6.9 (44.4)    | 12.5 (54.5)   | 17.2 (63.0)   | 20.6 (69.1)   | 23.3 (73.9)   | 23.7 (74.7)   | 19.1 (66.4)   | 13.5 (56.3)   | 7.9 (46.2)    | 2.4 (36.3)    | 12.5 (54.5)   |
| 일평균 최저 기온 °C (°F) | −2.9 (26.8)   | −1.3 (29.7)   | 2.6 (36.7)    | 7.1 (44.8)    | 11.2 (52.2)   | 14.7 (58.5)   | 17.1 (62.8)   | 17.2 (63.0)   | 13.0 (55.4)   | 8.1 (46.6)    | 3.9 (39.0)    | −1.1 (30.0)   | 7.2 (45.0)    |
| 평균 강수량 mm (인치)    | 36 (1.4)      | 41 (1.6)      | 38 (1.5)      | 53 (2.1)      | 64 (2.5)      | 79 (3.1)      | 48 (1.9)      | 41 (1.6)      | 33 (1.3)      | 41 (1.6)      | 53 (2.1)      | 51 (2)        | 580 (23)      |
| 출처: Weatherbase        |               |               |               |               |               |               |               |               |               |               |               |               |               |

## 자매 도시
- 헝가리 데브레첸
- 중화인민공화국 정저우 시
- 프랑스 마콩
- 튀르키예 아다파자리
- 루마니아 툴체아
- 러시아 포돌스크
- 우크라이나 헤르손